# Der Tod des weißen Pferdes
Der Tod des weißen Pferdes ist ein Spielfilm von Christian Ziewer aus dem Jahr 1985.

## Inhalt
Der Film behandelt eine Episode des Bauernaufstands ab 1524 in Franken. Zwischen einem Kloster und der einfachen Landbevölkerung des zum Kloster gehörigen Dorfes kommt es zum Konflikt, als ein neuer Abt sich als Tyrann entpuppt. Aus der Sicht der aufständischen Bauern zeigt der Film euphorisch, wie es ihnen zwischendurch gelingt, sich von der Knechtschaft durch das Kloster zu befreien. Als das Kloster jedoch Söldner zu seinem Schutz ruft, wird der Aufstand der Bauern gebrochen.

## Produktion
Der Film wurde im Kloster Langenzenn und in Schlaifhausen gedreht.

## Rezeption
Der Film wurde für die Berlinale 1985 nominiert. Nach seiner Aufführung auf der Berlinale wurde er jedoch von der Kritik sehr negativ beurteilt, insbesondere wurden Regie und Dramaturgie bemängelt. Aufgrund der negativen Kritik wurde der Film im Herbst 1986 in einer neuen Schnittfassung veröffentlicht.
Das Lexikon des internationalen Films befand, die Urfassung sei „ein durch Schwächen von Regie und Dramaturgie beeinträchtigter Versuch, Geschichte für Gegenwart und prinzipielle Fragen der Menschen transparent zu machen“. Die Neufassung wurde als „im Gesamteindruck stärker“ bezeichnet.